# Qu'ils reposent en révolte (Des figures de guerres I)
Série
Les Éclats (Ma gueule, ma révolte, mon nom)
(2012)
Pour plus de détails, voir Fiche technique et Distribution.
Qu'ils reposent en révolte (Des figures de guerres I) est un documentaire expérimental français réalisé par Sylvain George en 2010. Il a été distribué dans les salles de cinéma en 2011 en France et en 2012 en Argentine.
Il s'agit du premier long métrage du cinéaste Sylvain George, et son premier film consacré à la situation des réfugiés à Calais, avant le second long-métrage Les Éclats (Ma gueule, ma révolte, mon nom). Sa réalisation a eu lieu de juillet 2007 à décembre 2010.
Ce film est considéré comme l'un des films les plus importants réalisés sur le sujet, développant tout à la fois une esthétique et un propos fort et très personnel, et marque une date dans le renouveau du documentaire mondial.
Il a remporté plusieurs prix dans divers festivals internationaux.

## Synopsis
Composé de fragments qui se renvoient et se télescopent les uns avec les autres, créant ainsi de multiples jeux de temporalité et de spatialité, ce film montre sur une durée de trois ans (juillet 2007 - janvier 2010), les conditions de vie des personnes migrantes à Calais.
Par là-même, il montre comment les politiques engagées par les États policiers modernes débordent le cadre de la loi, et font surgir des zones grises, des interstices, des espaces d'indistinctions entre l’exception et la règle.
Les individus (et aux premiers chefs, comme énonciation des « vaincus », parias ou plèbe contemporaine : les réfugiés, les déplacés, les immigrés, les sans-papiers, mais aussi les chômeurs, les jeunes de banlieue… ), se voient ainsi traités comme des criminels, sont dépouillés, « dénudés » des droits les plus élémentaires qui font d'eux des sujets de droit, et réduits à l’état de « corps purs », ou « vie nue ». Des figures de guerres.

## Fiche technique
- Titre : Qu'ils reposent en révolte (Des figures de guerres I)
- Réalisation : Sylvain George
- Scénario : Sylvain George
- Photographie : Sylvain George
- Montage : Sylvain George
- Son : Sylvain George
- Interprétation/voix : Valérie Dréville
- Société de production : Noir Production
- Société de distribution : Independencia/Norte
- Pays d'origine :  France
- Langues originales : français, anglais, arabe, tigrigna...
- Durée : 153 minutes
- Format : noir et blanc - vidéo
- Genre : documentaire
- Dates de sortie : 2011

## Sélections
- FIDMarseille 2010
- États généraux du film documentaire 2010
- Doclisboa 2010
- Valdivia 2010
- Filmmaker Film Festival 2010
- Torino Film Festival 2010
- Viennale 2010
- Forum des images 2010/Live performance de Archie Shepp
- Bafici 2011
- Courtisane 2011/Live performance William Parker
- Migrant Scene 2011
- Subversive Film Festival 2011
- Cinémathèque de Ljubljana 2011
- Le peuple qui manque 2011
- La Casa Encendida 2012
- BAM 2012
- Flaherty Seminar 2012
- RIDM 2012
- Ambulante 2012
- EDoc 2012
- UCLA Film and Television Archive 2013
- Lima Independente Film Festival 2013
- MedFilmFestival 2013
- Milano Film Festival 2013
- BAM/Pacific Film Archive 2014
- Cinemigrante 2015
- Fronteira International Film Festival 2015

## Distinctions
- 2010 : Prix du jury en compétition internationale au Festival du film de Valdivia
- 2010 : Prix du meilleur documentaire en compétition internationale au Filmmaker Film Festival
- 2011 : Prix du meilleur documentaire en compétition internationale au BAFICI
- 2011 : Prix FIPRESCI de la critique internationale au BAFICI
- 2011 : Mention d'honneur en compétition internationale au Pesaro Film Festival

## Accueil critique
- « Par des effets de montage heurté, ou distendu, qui renvoient à la dislocation de ces vies, la rythmique des corps s'articule avec les signes de l'espace urbain, avec les mouvements des grues utilisées pour détruire, en septembre 2009, les jungles de Calais. En se postant sur cette zone frontière, c'est le cœur même de la planète qu'interroge Sylvain George, tendu à bloc entre Nord et Sud, riches et pauvres, centre et périphérie. » - Isabelle Regnier, Le Monde[3]
- « Ce que Sylvain George nous donne à voir, c'est précisément l’atmosphère de jungle, la géographie de jungle, ce sentiment permanent de survie, cet en deçà de l’humain que maintient cette situation d’embuscade. Si bien qu’au fur et à mesure de cette immersion en noir et blanc de deux heures trente, on hallucine littéralement, incapables de reconnaître quoi que ce soit de Calais, et surtout de reconnaître quoi que ce soit d’une démocratie à l’œuvre dans ce qui n’est plus qu’un honteux rapport de chasse à l’homme. » - Philippe Azoury, Libération[4]
- « La pire manière de qualifier Qu'ils reposent en révolte serait peut-être de le dire militant. Non parce que la militance serait une honte, au contraire, mais parce que le mot aujourd’hui, grâce à une rhétorique patiemment édifiée par la droite, est devenu un enclos où l’on entend parquer tous ceux qui ont la volonté de se révolter. » - Jean-Baptiste Morain, Les Inrockuptibles[5]